# Lądowisko Pruszków-SPZOZ
Lądowisko Pruszków-SPZOZ – lądowisko sanitarne w Pruszkowie, w województwie mazowieckim, przy Al. Armii Krajowej 2/4. Przeznaczone jest do wykonywania startów i lądowań śmigłowców sanitarnych i ratowniczych w dzień i w nocy o dopuszczalnej masie startowej do 5700 kg.
Zarządzającym lądowiskiem jest Szpital Powiatowy Samodzielny Publiczny Zakład Opieki Zdrowotnej w Pruszkowie. W roku 2013 zostało wpisane do ewidencji lądowisk Urzędu Lotnictwa Cywilnego pod numerem 227
Koszt budowy lądowiska wyniósł 436 tys. zł.